# Alinea Kiadó
Az Alinea Kiadó 2000-ben alakult magyar könyvkiadó. Profiljában a gazdasági és a gasztronómiai témájú könyvek mellett az utóbbi években a szépirodalmi művek szerepe jelentős. Évente 15-20 könyvet adnak ki.

## Tevékenysége
A kiadó fő tevékenysége a gazdasági, üzleti könyvek kiadása. Emellett kínálatában a kezdetektől szerepelnek a gasztronómia és a borászat témakörébe tartozó könyvek. A „Pénz, gazdaság, üzlet” témakörben hazai (Jaksity György, Fellegi Tamás) és külföldi (Michael Lewis, Robert J. Shiller) szerzők tőzsdei, pénzügyi könyvei mellett az Üzleti Szakkönyvtár sorozatban több felsőoktatásban használt szakkönyv is megjelent. 
A szépirodalmi üzletág 2008-ban Szilvási Lajos korábban kiadatlan műve, A vincellér kiadásával indult, s azóta többek között a Klasszik sorozattal, cseh klasszikusok (Karel Čapek, Jan Neruda) és mai angolszász szerzők (Ben Elton) műveivel bővült.

## Gazdasági, üzleti könyvek
- Tőzsde, pénzügyek témájú könyvek

Michael Lewis több nemzetközi sikerkönyve magyar kiadása és más külföldi tőzsdei művek mellett hazai szerzők tőzsdét és pénzpiacokat olvasmányos formában bemutató könyveit is kiadták. Fellegi Tamás Bárki lehet tőzsdés című kötete öt kiadást ért meg. Jaksity György A pénz természete című könyve közel 10 ezer példányban kelt el.
- Üzleti szakkönyvtár sorozat

Az Üzleti Szakkönyvtár sorozat 2001-ben indult Robert J. Shiller a Yale Egyetem – azóta közgazdasági Nobel-díjjal is elismert – professzora „Tőzsdemámor” című könyvének kiadásával. 
- Herbert Simon-díj-as sorozat
- Neumann János-díj-as sorozat

## Gasztronómia, borászat
A gasztronómiai témakörben több régi magyar szakácskönyv szerkesztett, az eredeti nyelvezetet megtartó, de mai helyesírásra átírt változatú kiadása fűződik a kiadó nevéhez, köztük Simai Kristóf XIX. századi kéziratos szakácskönyvének első nyomtatott kiadása és Czifray István által jegyzett Magyar nemzeti szakácskönyv új kiadása,
A hazai borvidékeket, borutakat, pincészeteket bemutató könyvek mellett a kiadónál jelent meg François Chartier gasztronómiai szakértő a borok és ételek párosításával foglalkozó könyve és a sikeres hazai gasztroblogger, Vrábel Krisztina két szakácskönyve is, melyek közül a Főzd magad! 2011-ben a Szép Magyar Könyv versenyen elnyerte a Magyar Könyvkiadók és Könyvterjesztők Egyesülése oklevelét.

## Szépirodalom
A kiadó szépirodalmi tevékenységében meghatározó sorozatok:
- Klasszik sorozat

A sorozat 2011-ben indult, eddig 17 kötet jelent meg, nemzetközi klasszikus művek újrafordításai, illetve korábbi fordításainak szerkesztett, felújított változata. Indulása évében bejutott a Szép Magyar Könyv verseny döntőjébe.
"... a kiadó Klasszik sorozatának célja egyértelműen mindig is értékesnek tartott, ám időközben kissé feledésbe merült művek vonzó, modern kiadása. (...) Francis Scott Fitzgerald, Henry James, Joseph Conrad (vagy épp Poe) a világirodalom megkerülhetetlen szerzői, nevüknek súlya van. (…) a sorozat tagjai kiválóan alkalmasak igazi „velem-járó könyvecskének”, úti vagy elalvás előtti olvasmánynak, hiszen szépen szedett, apró, az olvasáshoz kedvet csináló kötetek."
A sorozat tagjai: Joseph Conrad: A sötétség mélyén; Oscar Wilde: Dorian Gray arcképe; Mark Twain: A lóvá tett város; Henry James: A csavar fordul egyet; F. Scott Fitzgerald: A nagy Gatsby; Edgar Allan Poe: A fekete macska; F. M. Dosztojevszkij: A játékos; Robert L. Stevenson: Jekyll és Hyde; Guy de Maupassant: Az örökség; Mihail Bulgakov: Kutyaszív; Oscar Wilde: A boldog herceg; Edgar Allan Poe: Az elveszett lélegzet; Virginia Woolf: A világítótorony; Antoine de Saint-Exupéry: Éjszakai repülés; Charles Dickens: Pickwick történetek; Honoré de Balzac: A szamárbőr; Virginia Woolf: Hullámok.
- Szilvási Lajos művei

2008-ban, a szerző halála után 12 évvel jelent meg Szilvási Lajos addig kiadatlan, kéziratként lappangó műve, A vincellér, a Jegenyék-sorozat negyedik kötete. Ezt követően a kiadó újra megjelentette a regénysorozat korábban már megjelent három kötetét (A bojnyik, A jackman, A kísértet) és Szilvási Lajos más műveit is. 
- Cseh klasszikusok

Karel Čapek novellái és regényei, Jan Neruda prágai elbeszélései jelentek meg a sorozatban.
- Krúdy Gyula műveiből készült válogatások

A sorozat az író születésének 135., halálának 80. évfordulóján készült novellaválogatásokkal indult: a gasztronómiai témájú (Gasztrohangulatok), majd a fővároshoz kapcsolódó (Pest-budai hangulatok) Krúdy-írásokból összeállított köteteket a Régi Magyarország, majd A nő varázsa című tematikus válogatások követték, majd Krúdy Álmoskönyve is megjelent.